# 3446 Комбес
3446 Комбес (3446 Combes) — астероїд головного поясу, відкритий 12 березня 1942 року.
Тіссеранів параметр щодо Юпітера — 3,512.